# Féchain
Féchain är en kommun i departementet Nord i regionen Hauts-de-France i norra Frankrike. Kommunen ligger i kantonen Arleux som tillhör arrondissementet Douai. År 2022 hade Féchain 1 654 invånare.

## Befolkningsutveckling
Antalet invånare i kommunen Féchain
| Referens: INSEE |